# Пуйяд, Пьер
Пьер Пуйяд (фр. Pierre Pouyade; 25 июля 1911 года, Серизье — 5 сентября 1979 года, Бандоль) — французский военный лётчик и политик, бригадный генерал авиации. В годы Второй мировой войны — командир авиационного полка «Нормандия — Неман». В 1966—1973 годах — голлистский депутат Национального собрания Франции.

## Биография

### Военная служба
С 1931 года обучался в Особой военной школе Сен-Сир.
В 1933—1935 годах обучался в школе практических полетов Военно-воздушных сил Франции.
С 1934 года — лейтенант.
В 1935—1937 годах проходил службу в 6-й истребительной эскадре на авиационной базе в Шартре.
В 1937—1939 годах — служил в 13-й эскадре в Реймсе, где командовал эскадрильей ночных истребителей. С 1939 года — капитан.
В мае-июне 1940 года участвовал в военных действиях на территории Франции. После подписания 22 июня 1940 года соглашения о перемирии между Францией и нацистской Германией был направлен в Индокитай командиром истребительной эскадрильи. Служил в Камбодже, Аннаме, Тонкине.
2 октября 1942 года на самолете «Potez 25» бежал из Индокитая в Китай. В феврале 1943 года, через Индию, Саудовскую Аравию, Судан, Чад, Нигерию, США, добрался до Лондона, где вступил в ряды вооруженных сил «Сражающейся Франции».
С 1943 года — майор.
9 июня 1943 года с группой летчиков, набранных им для пополнения эскадрильи, прибыл в СССР, в расположение эскадрильи «Нормандия», базировавшейся на полевом аэродроме в Хатёнках.
С 9 июня — командир эскадрильи, а с 17 июля 1943 года — командир полка Нормандия — Неман. (Сменил пропавшего без вести в воздушном бою майора Жана-Луи Тюляна)
С 12 декабря 1943 года — подполковник, а с 25 декабря 1945 года — полковник.
В 1944 году покинул командование полка. Его преемником стал Луи Дельфино.
В воздушных боях на советско-германском фронте сбил 6 немецких самолетов и, возможно, ещё 2 самолета.
| Воздушные победы Пьера Пуйяда | Воздушные победы Пьера Пуйяда | Воздушные победы Пьера Пуйяда | Воздушные победы Пьера Пуйяда | Воздушные победы Пьера Пуйяда | Воздушные победы Пьера Пуйяда | Воздушные победы Пьера Пуйяда | Воздушные победы Пьера Пуйяда |
| дата                          | время                         | подтверждение победы          | тип сбитого самолёта          | тип победы                    | самолёт пилота                | воинская часть                | место боя                     |
| ----------------------------- | ----------------------------- | ----------------------------- | ----------------------------- | ----------------------------- | ----------------------------- | ----------------------------- | ----------------------------- |
| 2 июня 1940 года              | нет данных                    | возможная победа              | нет данных                    | индивидуальная                | Potez 631                     | ECN 4/13                      | Франция                       |
| 14 июля 1943 года             | 14:00                         | подтверждённая                | Messerschmitt Bf.110          | в группе                      | Як-1М                         | Нормандия — Неман             | Лагодня                       |
| 16 июля 1943 года             | 10:00                         | подтверждённая                | Messerschmitt Bf.110          | в группе                      | Як-1М                         | Нормандия — Неман             | Красниково                    |
| 16 июля 1943 года             | 14:20                         | подтверждённая                | Junkers Ju 87                 | индивидуальная                | Як-1М                         | Нормандия — Неман             | Красниково                    |
| 4 октября 1943 года           | нет данных                    | подтверждённая                | Henschel-Werke — 126          | в группе                      | Як-1М                         | Нормандия — Неман             | Красно                        |
| 13 октября 1943 года          | нет данных                    | подтверждённая                | Focke-Wulf Fw 190 Wurger      | в группе                      | Як-1М                         | Нормандия — Неман             | Горки                         |
| 16 октября 1944 года          | 14:45                         | подтверждённая                | Focke-Wulf Fw 190 Wurger      | индивидуальная                | Як-9                          | Нормандия — Неман             | Эйдткунен                     |
| 17 октября 1944 года          | нет данных                    | возможная победа              | Focke-Wulf Fw 190 Wurger      | индивидуальная                | Як-9                          | Нормандия — Неман             | нет данных                    |

С марта 1945 года — командир создаваемой смешанной авиационной дивизии «Франция» (Тула). В связи с окончанием войны формирование дивизии было прекращено.
20 июня 1945 года вместе с полком «Нормандия — Неман» вернулся во Францию
В 1945—1947 годах — инспектором истребительной авиации ВВС Франции. В 1947—1950 гг. — военно-воздушный атташе при Президенте Франции Венсане Ориоле. В 1950—1953 годах — военный, военно-воздушный и военно-морской атташе при Посольстве Франции в Аргентине. В 1953—1956 годах — аудитор и преподаватель в Объединённом колледже обороны НАТО.
С 1 декабря 1955 года — бригадный генерал.
В 1956 году вышел в отставку.
Имел на своем счету 4500 часов полётов, в том числе 286 часов в 178 боевых вылетах в военное время.

### Политическая и общественная деятельность
Он работал специальным советником Союза аэрокосмической промышленности Франции по отношениям с СССР и директором иностранного отдела компании Риком. С 1973 года председательствовал на встречах в рамках франко-советского сотрудничества в области авиации и космонавтики.
Избирался депутатом Национального собрания Франции:
1. С 9 февраля 1966 года по 2 апреля 1967 года депутат от департамента Коррез по спискам Союза за новую Республику — Демократического союза труда (UNR-UDT)
2. С 12 марта 1967 года по 30 мая 1968 года — депутат от департамента Вар по спискам Демократического союза за 5 республику (UDVe)
3. С 30 июня 1968 года по 1 апреля 1973 года — депутат от департамента Вар по спискам Союза демократов в поддержку республики (UDR).

С 6 апреля 1966 года — член Комиссии Национального собрания по делам обороны и вооружённым силам, а с 6 апреля 1967 года — заместитель председателя этой комиссии. С 3 апреля 1969 года, одновременно, член Комиссии по иностранным делам.
С 1967 года занимал также пост депутата Генерального совета департамента Вар.
К 30-летию Победы был назначен президентом Республики членом официальной делегации, представлявшей Францию на церемониях в СССР.
В течение восемнадцати лет был президентом Ассоциации ветеранов полка «Нормандия — Неман». Являлся Президентом общества «Франция — СССР»
Умер 5 сентября 1979 года. По его завещанию, пепел его останков был развеян над Средиземным морем, в районе Тулона.

## Награды

### Награды Франции
- Большой крест ордена Почётного легиона (21 марта 1970 года)
- Компаньон ордена Освобождения (10 декабря 1943 года)
- Военный крест 1939—1945 годов (13 отличий)
- Медаль Сопротивления с розеткой
- Медаль Воздухоплавания

Колониальные ордена Франции
- Великий офицер ордена Дракона Аннама
- Командор ордена орден Чёрной звезды Бенина

### Иностранные награды
- Орден Красного Знамени (СССР)
- Орден Александра Невского (СССР, 8.05.1965)
- Медаль «За победу над Германией в Великой Отечественной войне 1941—1945 гг.» (СССР)
- Командор Королевского Викторианского ордена (Великобритания)
- Военный крест 1939—1945 годов (Чехословакия)
- Международная Ленинская премия «За укрепление мира между народами» (1977 год)

## Память
- В Серизье есть улица Пьера Пуйяда.
- В Серизье, 25 июля 1998 года, на доме, где он родился, была открыта мемориальная доска.
- В Бандоле есть Аллея Пьера Пуйяда.
- Один из советских теплоходов Балтийского пароходства носил его имя.